# Женская сборная ЮАР по футболу
Женская сборная ЮАР по футболу представляет ЮАР в международных матчах и турнирах по футболу. Контролируется Южноафриканской футбольной ассоциацией. Одна из сильнейших сборных Африки. В 2012 году впервые отобралась на Олимпийские игры, а в 2019 — на чемпионат мира.

## История выступлений на международных турнирах

### Чемпионаты мира
| Год   | Раунд                  | Место                  | И                      | В                      | Н                      | П                      | МЗ                     | МП                     | РМ                     |
| ----- | ---------------------- | ---------------------- | ---------------------- | ---------------------- | ---------------------- | ---------------------- | ---------------------- | ---------------------- | ---------------------- |
| 1991  | Не участвовала         | Не участвовала         | Не участвовала         | Не участвовала         | Не участвовала         | Не участвовала         | Не участвовала         | Не участвовала         | Не участвовала         |
| 1995  | Не прошла квалификацию | Не прошла квалификацию | Не прошла квалификацию | Не прошла квалификацию | Не прошла квалификацию | Не прошла квалификацию | Не прошла квалификацию | Не прошла квалификацию | Не прошла квалификацию |
| 1999  | Не прошла квалификацию | Не прошла квалификацию | Не прошла квалификацию | Не прошла квалификацию | Не прошла квалификацию | Не прошла квалификацию | Не прошла квалификацию | Не прошла квалификацию | Не прошла квалификацию |
| 2003  | Не прошла квалификацию | Не прошла квалификацию | Не прошла квалификацию | Не прошла квалификацию | Не прошла квалификацию | Не прошла квалификацию | Не прошла квалификацию | Не прошла квалификацию | Не прошла квалификацию |
| 2007  | Не прошла квалификацию | Не прошла квалификацию | Не прошла квалификацию | Не прошла квалификацию | Не прошла квалификацию | Не прошла квалификацию | Не прошла квалификацию | Не прошла квалификацию | Не прошла квалификацию |
| 2011  | Не прошла квалификацию | Не прошла квалификацию | Не прошла квалификацию | Не прошла квалификацию | Не прошла квалификацию | Не прошла квалификацию | Не прошла квалификацию | Не прошла квалификацию | Не прошла квалификацию |
| 2015  | Не прошла квалификацию | Не прошла квалификацию | Не прошла квалификацию | Не прошла квалификацию | Не прошла квалификацию | Не прошла квалификацию | Не прошла квалификацию | Не прошла квалификацию | Не прошла квалификацию |
| 2019  | гр. турнир             |                        | 3                      | 0                      | 0                      | 3                      | 1                      | 8                      | −7                     |
| 2023  | 1/8 финала             |                        | 4                      | 1                      | 1                      | 2                      | 6                      | 8                      | −2                     |
| Всего | 2/9                    | —                      | 7                      | 1                      | 1                      | 5                      | 7                      | 16                     | −9                     |

### Чемпионаты Африки
| Год   | Раунд                           | Место                           | И                               | В                               | Н                               | П                               | МЗ                              | МП                              | РМ                              |
| ----- | ------------------------------- | ------------------------------- | ------------------------------- | ------------------------------- | ------------------------------- | ------------------------------- | ------------------------------- | ------------------------------- | ------------------------------- |
| 1991  | Бан                             | Бан                             | Бан                             | Бан                             | Бан                             | Бан                             | Бан                             | Бан                             | Бан                             |
| 1995  | финалист                        | 2                               | 6                               | 3                               | 1                               | 2                               | 19                              | 20                              | −1                              |
| 1998  | гр. турнир                      |                                 | 2                               | 0                               | 0                               | 2                               | 2                               | 7                               | −5                              |
| 2000  | финалист                        | 2                               | 5                               | 4                               | 0                               | 1                               | 9                               | 3                               | +6                              |
| 2002  | 1/2 финала                      | 4                               | 5                               | 2                               | 1                               | 2                               | 6                               | 11                              | −5                              |
| 2004  | гр. турнир                      |                                 | 3                               | 0                               | 0                               | 3                               | 2                               | 7                               | −5                              |
| 2006  | 1/2 финала                      | 3                               | 5                               | 2                               | 1                               | 2                               | 8                               | 5                               | +3                              |
| 2008  | финалист                        | 2                               | 5                               | 3                               | 0                               | 2                               | 7                               | 4                               | +3                              |
| 2010  | 1/2 финала                      | 3                               | 5                               | 3                               | 1                               | 1                               | 10                              | 6                               | +4                              |
| 2012  | финалист                        | 2                               | 5                               | 3                               | 0                               | 2                               | 6                               | 6                               | 0                               |
| 2014  | 1/2 финала                      | 4                               | 5                               | 1                               | 1                               | 3                               | 7                               | 6                               | +1                              |
| 2016  | 1/2 финала                      | 4                               | 5                               | 1                               | 1                               | 3                               | 5                               | 3                               | +2                              |
| 2018  | финалист                        | 2                               | 5                               | 3                               | 2                               | 0                               | 11                              | 2                               | +9                              |
| 2020  | Отменён из-за пандемии COVID-19 | Отменён из-за пандемии COVID-19 | Отменён из-за пандемии COVID-19 | Отменён из-за пандемии COVID-19 | Отменён из-за пандемии COVID-19 | Отменён из-за пандемии COVID-19 | Отменён из-за пандемии COVID-19 | Отменён из-за пандемии COVID-19 | Отменён из-за пандемии COVID-19 |
| 2022  | чемпион                         | 1                               | 6                               | 6                               | 0                               | 0                               | 10                              | 3                               | +7                              |
| Всего | 13/14                           | 1 титул                         | 62                              | 31                              | 8                               | 23                              | 102                             | 83                              | +19                             |

### Олимпийские игры
| Год   | Раунд                  | Место                  | И                      | В                      | Н                      | П                      | МЗ                     | МП                     | РМ                     |
| ----- | ---------------------- | ---------------------- | ---------------------- | ---------------------- | ---------------------- | ---------------------- | ---------------------- | ---------------------- | ---------------------- |
| 1996  | Не прошла квалификацию | Не прошла квалификацию | Не прошла квалификацию | Не прошла квалификацию | Не прошла квалификацию | Не прошла квалификацию | Не прошла квалификацию | Не прошла квалификацию | Не прошла квалификацию |
| 2000  | Не прошла квалификацию | Не прошла квалификацию | Не прошла квалификацию | Не прошла квалификацию | Не прошла квалификацию | Не прошла квалификацию | Не прошла квалификацию | Не прошла квалификацию | Не прошла квалификацию |
| 2004  | Не прошла квалификацию | Не прошла квалификацию | Не прошла квалификацию | Не прошла квалификацию | Не прошла квалификацию | Не прошла квалификацию | Не прошла квалификацию | Не прошла квалификацию | Не прошла квалификацию |
| 2008  | Не прошла квалификацию | Не прошла квалификацию | Не прошла квалификацию | Не прошла квалификацию | Не прошла квалификацию | Не прошла квалификацию | Не прошла квалификацию | Не прошла квалификацию | Не прошла квалификацию |
| 2012  | гр. турнир             |                        | 3                      | 0                      | 1                      | 2                      | 1                      | 7                      | −6                     |
| 2016  | гр. турнир             |                        | 3                      | 0                      | 1                      | 2                      | 0                      | 3                      | −3                     |
| 2020  | Не прошла квалификацию | Не прошла квалификацию | Не прошла квалификацию | Не прошла квалификацию | Не прошла квалификацию | Не прошла квалификацию | Не прошла квалификацию | Не прошла квалификацию | Не прошла квалификацию |
| Всего | 2/7                    | —                      | 6                      | 0                      | 2                      | 4                      | 1                      | 10                     | −9                     |

1. 1 2 3  В ничьи включены также матчи плей-офф, которые завершились послематчевыми пенальти.